# Rorotan
Rorotan is een kelurahan van het onderdistrict Cilincing in het noorden van Jakarta, Indonesië.